# Pracký kopec

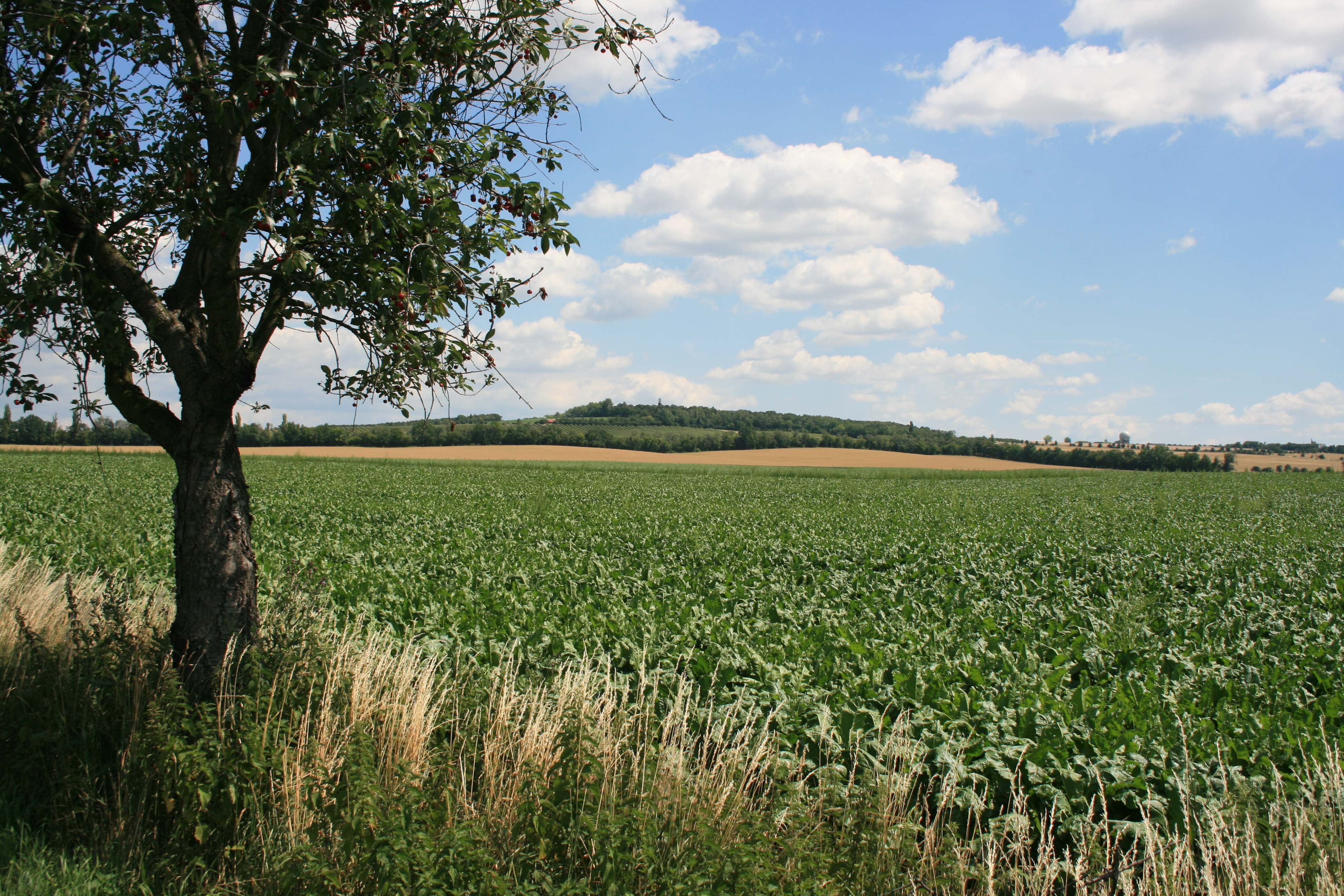
Blick von Nordosten auf die Erhebung

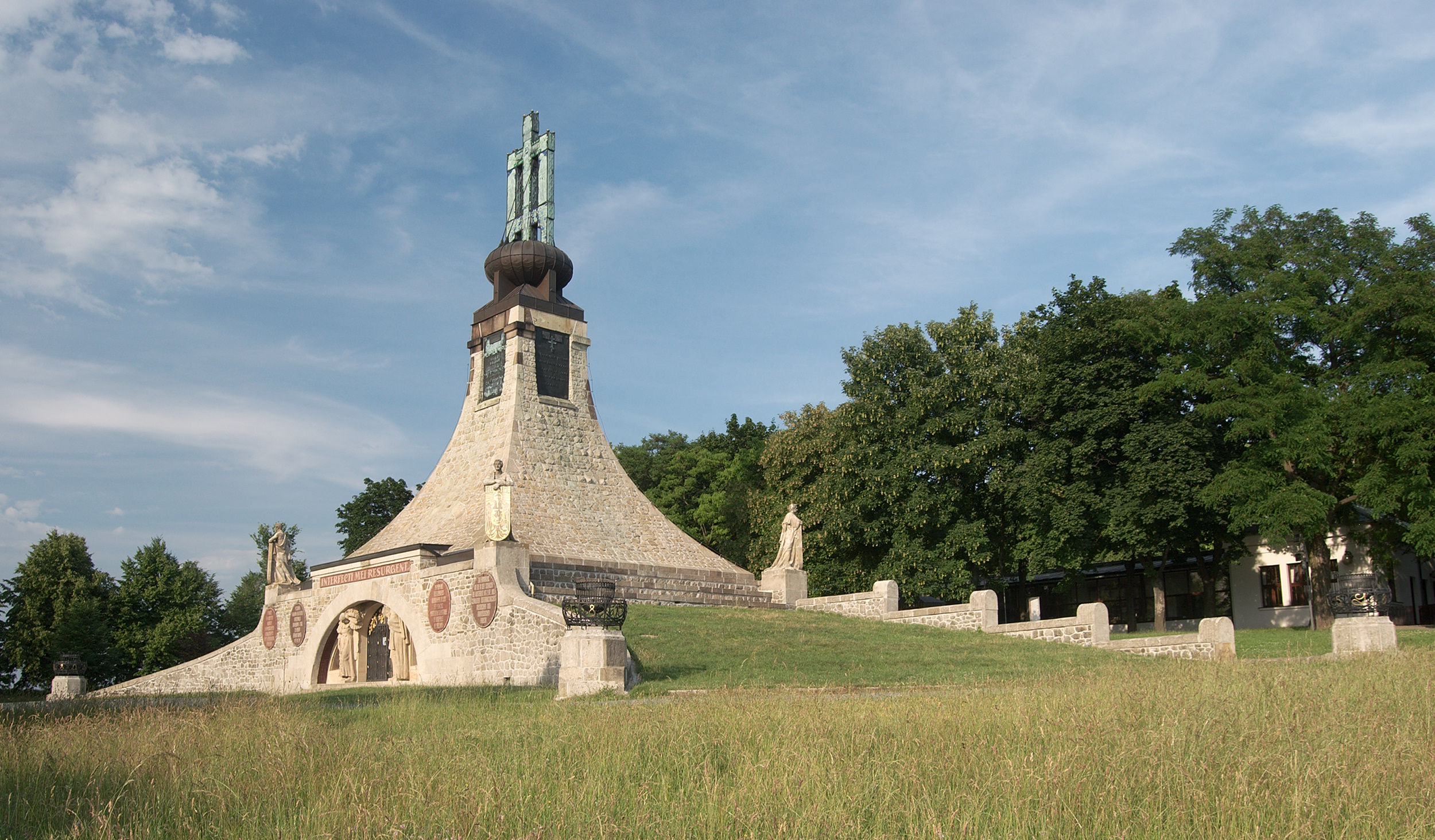
Grabhügel des Friedens

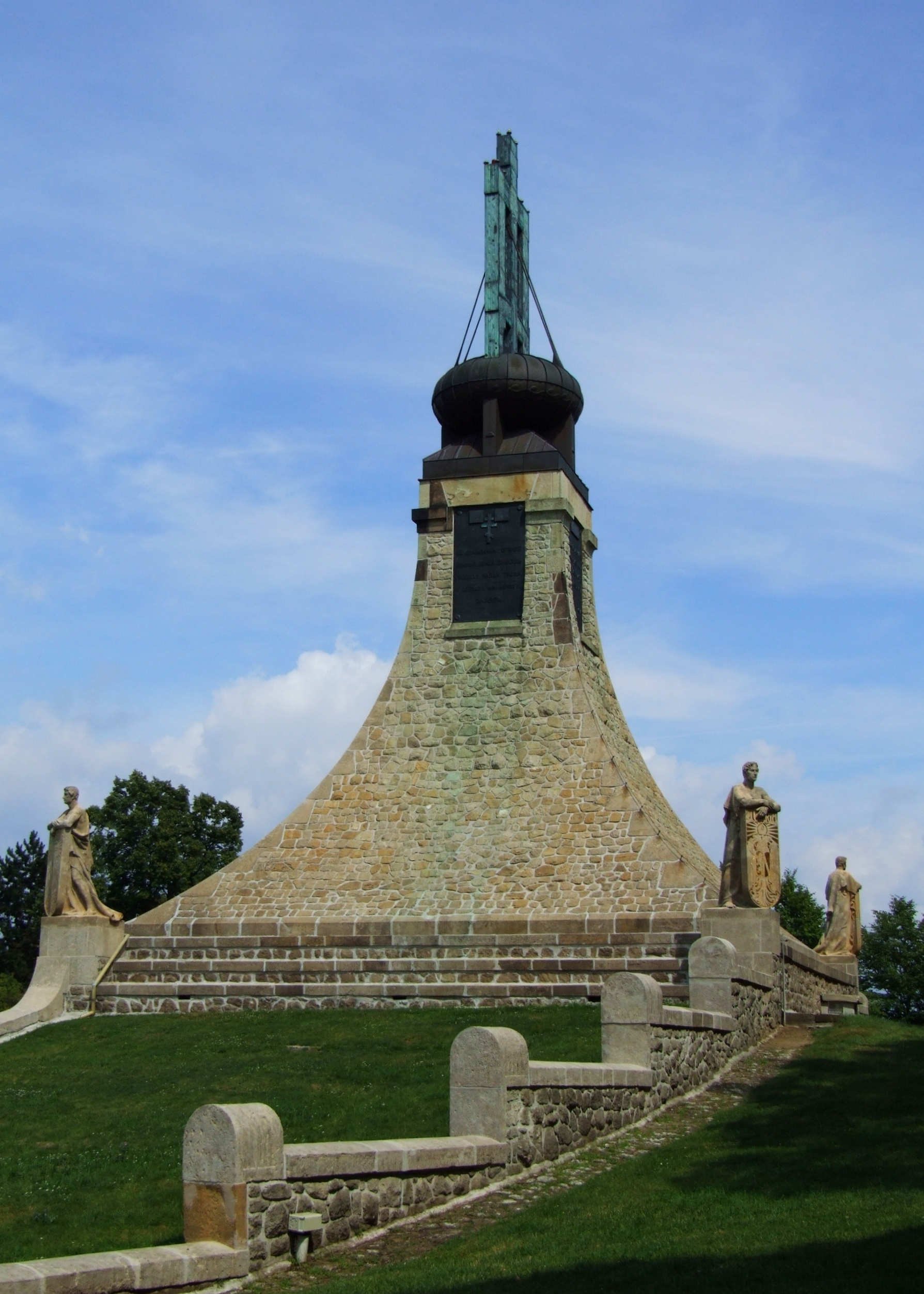
Südansicht

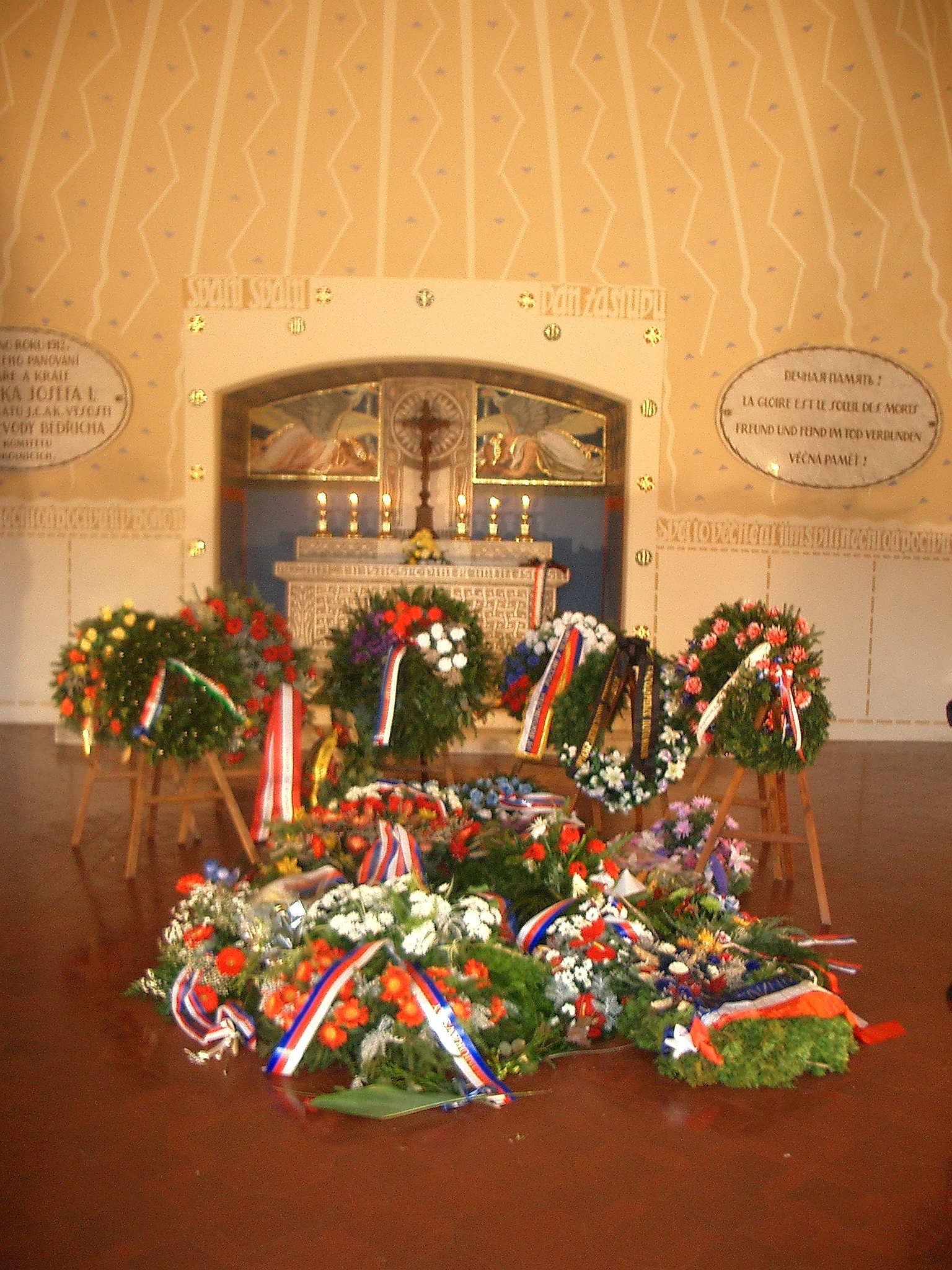
Innenansicht des Monuments mit Kränzen zum 200. Jahrestag der Schlacht

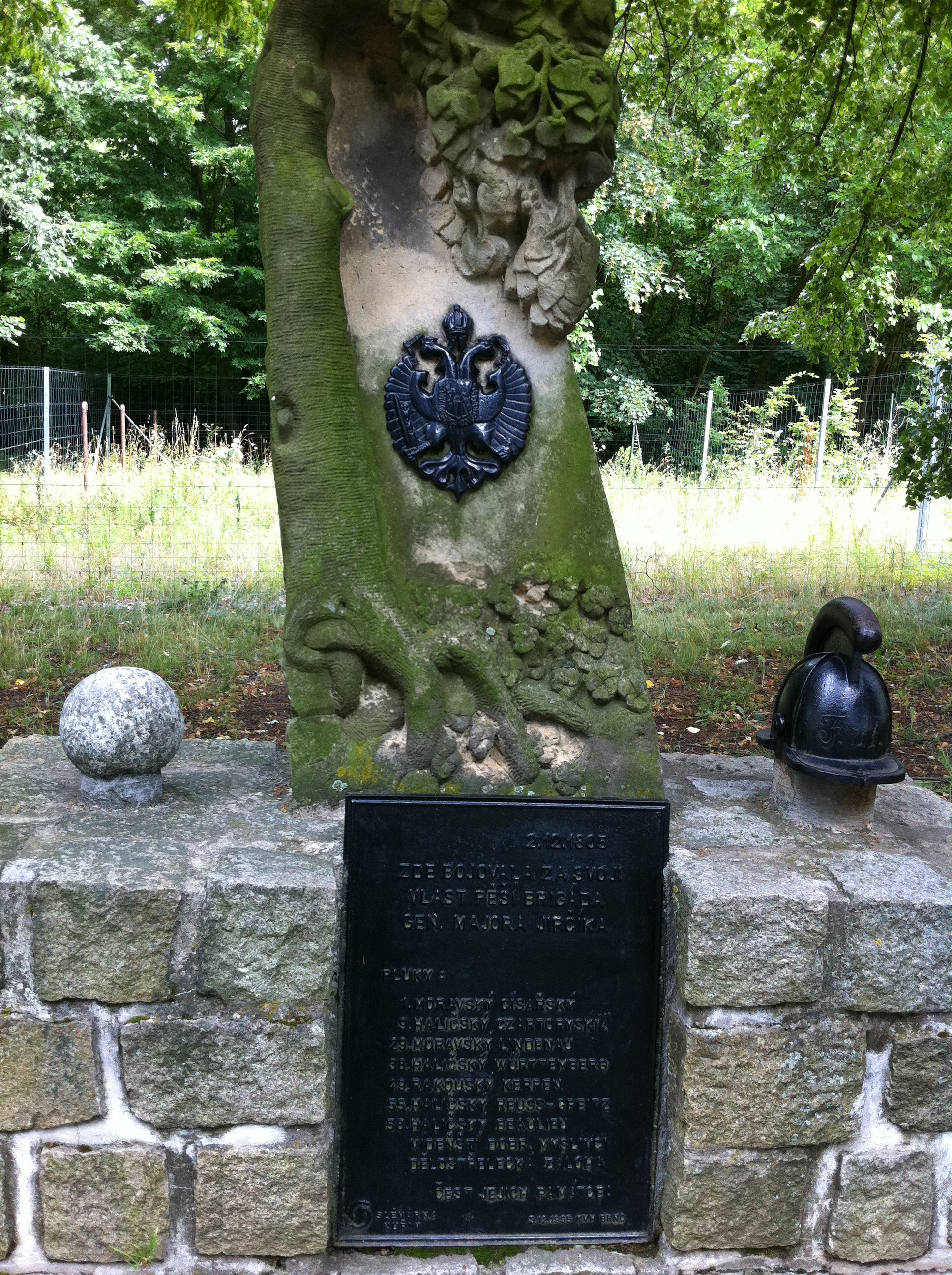
Denkmal für Generalmajor Jircik auf dem Pratzen

Der Pracký kopec (Pratzeberg oder schlicht Pratzen)  ist eine 324 m hohe Anhöhe in Tschechien. Um den Pracký kopec fand am 2. Dezember 1805 die auch als Schlacht bei Austerlitz bekannt gewordene Dreikaiserschlacht statt.

## Geographie
Der Pracký kopec befindet sich nördlich der Stadt Újezd u Brna im Okres Brno-venkov und wird von den Dörfern Prace, Hostěrádky-Rešov, Sokolnice und Kobylnice umgeben. Der Hügel erhebt sich zwischen den Tälern der Říčka (Goldbach) und der Litava (Littawa) im Südmährischen Tiefland. Von der teilweise bewaldeten Anhöhe besteht eine gute Aussicht über das Tiefland bis zur Böhmisch-Mährischen Höhe und dem Steinitzer Wald.

## Mohyla Míru / Grabhügel des Friedens
Auf dem Schlachtfeld wurde auf Initiative des Brünner Theologen Alois Slovák zwischen 1909 und 1911 der Grabhügel des Friedens (Mohyla míru) errichtet. Slovák wollte damit seinen Gedanken eines friedlichen Miteinanders der Völker vermitteln. Der Entwurf stammt von Josef Fanta.  Das 1912 eingeweihte 26 m hohe Monument wurde einem altslawischen Grabhügel nachempfunden und wird von einer kupfernen Kuppel mit einem altslawischen Kreuz gekrönt. An seinen Ecken ist es umgeben mit vier vom Bildhauer Čeněk Vosmík geschaffenen Statuen, die für die Kämpfer der französischen, österreichischen und russischen Armeen stehen, die vierte Figur symbolisiert das Schlachtfeld. 
Im Innern befindet sich eine 10 × 10 m große Kapelle mit einem Altar aus weißem Carrara-Marmor sowie ein die Madonna mit Engeln darstellendes byzantinisches Mosaik. Die Kapelle besitzt eine besondere Akustik, die Flüstertöne aus der gegenüberliegenden Ecke hörbar macht. Unter der Kapelle wurde eine Grabstätte für die auf dem Schlachtfeld gefundenen Gebeine eingerichtet.
1925 wurde hinter dem Monument ein Museumstrakt eingeweiht.
Der Grabhügel des Friedens ist als Kulturdenkmal der Tschechischen Republik geschützt.

### Weitere Denkmäler zur Schlacht
- Die Alte Post (stará pošta) in Kovalovice ist ein original erhaltenes Gebäude aus dem Jahr 1785, das heute als Hotel und Restaurant dient. Am 28. November 1805 befand sich hier das Hauptquartier des Kavalleriegenerals Murat, bevor die Russen am Tag der Schlacht das Hauptquartier von General Bagration einrichteten. Napoleon hat nach der Schlacht hier übernachtet und Verhandlungen zum Waffenstillstand geführt. Ein kleines Museum erinnert daran.
- Auf dem Hügel Santon westlich des Dorfes Tvarožná befindet sich eine kleine weiße Kapelle. Der Hügel erlaubte der französischen Artillerie, den nördlichen Teil des Schlachtfelds zu dominieren. Hier finden die jährlichen Darstellungen von Schlachtszenen (Reenactments) statt.
- Auf dem Hügel Žuráň bei Podolí befand sich das Hauptquartier von Napoleon Bonaparte. Hier befindet sich ein Granitquader mit einem Relief des Schlachtverlaufs.
- In Šlapanice befinden sich mehrere Massengräber mit einem Monument.
- Unweit vom Dorf Křenovice befindet sich ein verwittertes Friedenskreuz.
- Bei den alten Weinbergen (staré vinohrady) bei Blažovice, dem Ort des Zusammentreffens der französischen und russischen Gardekavallerie, steht das Dreikaiserdenkmal.
- Auf dem Pratzen wurde für Generalmajor Franz von Jircik, der mit seiner Brigade hier kämpfte, ein Denkmal errichtet.